# Marrus
Genre
Marrus est un genre de siphonophores de la famille des Agalmatidae.

## Liste des espèces
Selon World Register of Marine Species (10 février 2019) :
- Marrus antarcticus Totton, 1954 - espèce type
- Marrus claudanielis Dunn, Pugh & Haddock, 2005
- Marrus orthocanna (Kramp, 1942)
- Marrus orthocannoides Totton, 1954

## Publication originale
- Totton, 1954 : Siphonophora of the Indian Ocean together with systematic and biological notes on related specimens from other oceans. Discovery Reports, vol. 27, pp. 1-162 (texte intégral) (en).